# Австрало-новозеландский гнюс
Австрало-новозеландский гнюс (англ. Tetronarce fairchildi) — возможных вид скатов из семейства гнюсовых отряда электрических скатов. Это хрящевые рыбы, ведущие донный образ жизни, с крупными, уплощёнными грудными и брюшными плавниками, образующими диск, коротким и толстым хвостом, двумя спинными плавниками и хорошо развитым хвостовым плавником. Подобно прочим представителям своего семейства они могут генерировать электрический ток. Являются эндемиками вод Новой Зеландии и встречаются на глубине до 1153 м. Максимальная зарегистрированная длина 100 см. Размножаются яйцеживорождением. Не представляют интереса для коммерческого рыболовства.

## Таксономия
Впервые вид был научно описан в 1872 году как Torpedo fairchildi. Он был назван в честь Джона Фэйрчайлда (1834—1898), капитана новозеландского государственного парохода «Луна», который поймал неизвестного ската, застрявшего на мели.
Вид признаётся сайтом FishBase, но рассматривается как младший синоним чёрного электрического ската (Tetronarce nobiliana) Красной книгой МСОП.

## Ареал
Австрало-новозеландские гнюсы являются эндемиками вод Новой Зеландии. Они встречаются на внешней части континентального шельфа и в верхней части материкового склона глубине от 5 до 1135 м, однако наиболее часто между 100 и 300 м. Иногда они выходят в открытое море.

## Описание
Грудные плавники этих скатов формируют диск. По обе стороны головы сквозь кожу проглядывают электрические парные органы в форме почек. Позади маленьких глаз расположены брызгальца. Ни нижней стороне диска расположены пять пар жаберных щелей.
Хвост короткий и толстый, оканчивается широким хвостовым плавником треугольной формы. У самцов из под широких брюшных плавников видны кончики птеригоподий. Поверхность дорсальной поверхности тела тёмная, брюхо белое. Максимальная зарегистрированная длина 100 см, по другим данным средний размер 100—150 см, а максимальный достигает 200 см.

## Биология
Для защиты и, вероятно, нападения, способны генерировать электричество. Подобно прочим электрическим скатам они размножаются яйцеживорождением, в помёте до 8 новорожденных. Наименьшая из пойманных беременных самок имела в длину 91 см. Рацион состоит из донных рыб, таких как Pseudophycis bacchus, а также ракообразных и моллюсков.

## Взаимодействие с человеком
Австрало-новозеландские гнюсы не представляют интереса для коммерческого рыболовства. В качестве прилова они попадаются при коммерческом промысле с помощью тралов и ярусов, а также в ходе любительской рыбной ловли на крючок. Пойманных рыб, как правило, выбрасывают за борт. Считается, что уровень выживаемости при этом довольно высок. Этих скатов не содержат в неволе.